# Lorenz Wilhelm Straub

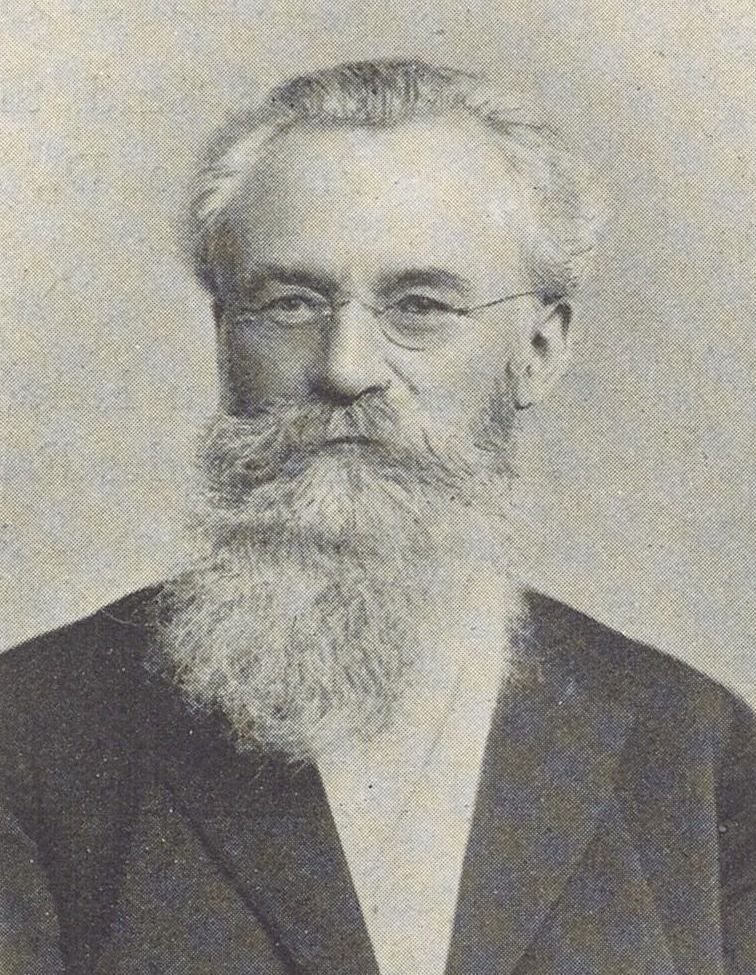
Lorenz Wilhelm Straub

Lorenz Wilhelm von Straub (* 12. März 1839 in Ulm; † 3. Februar 1926 in Stuttgart) war ein deutscher Gymnasiallehrer. Er war langjähriger Rektor des Eberhard-Ludwig-Gymnasiums in Stuttgart.

## Leben
Straub besuchte bis 1853 das Gymnasium in Ulm, dann von 1853 bis 1857 das Seminar in Blaubeuren. Er studierte Theologie und Philologie in Tübingen (1857–1862) und München (Wintersemester 1862/63). Dazwischen führten ihn Bildungsreisen nach Paris und nach Italien. Nach Promotion zum Dr. phil. legte er 1869 die humanistische Professoratsprüfung mit Erfolg ab. Seit 1858 war er Mitglied der Studentenverbindung Tübinger Königsgesellschaft Roigel.
Ab 1865 ging er einer Lehrtätigkeit als Repetent am Theologischen Seminar in Urach nach. 1870 erhielt er als Professor an der oberen Abteilung des Oberhofengymnasiums in Ellwangen seine erste feste Anstellung. 1875 kam er als Professor an das Eberhard-Ludwigs-Gymnasium in Stuttgart, das er von 1900 bis zum Eintritt in den Ruhestand 1912 als Rektor leitete. 1902 erfolgte die Ernennung zum Oberstudienrat. Zugleich war er von 1885 bis 1900 Hilfslehrer für Geschichte und Kulturgeschichte an der Technischen Hochschule Stuttgart.
Straub war ein Verehrer hellenischer Ideale. In mehreren Schriften setzte er sich mit der antiken Dichtung auseinander. Für den Unterricht verfasste er Bücher über das Schaffen Goethes. Von König Wilhelm II. von Württemberg wurde er für seine Verdienste mit dem persönlichen Adel ausgezeichnet.
Straub stand politisch der Nationalliberalen Partei nahe. Er war verheiratet mit Anna Marie Groß aus Tuttlingen, die Ehe blieb kinderlos.

## Schriften
- Sophokles’ Antigone verdeutscht mit Versuch über Ursprung und Wesen der antiken Tragödie, 1886
- Natursinn der alten Griechen, Fuess Verlag, 1889
- Goethes Hermann und Dorothea, 1896 (Schulausgabe)
- Goethes Prosa, 1896 (Schulausgabe)
- Aufsatzentwürfe, 1902 (Neuauflage), Verlag Kessinger Pub Co, 2010, ISBN 1-160-49419-3
- Liederdichtung und Spruchweisheit der alten Hellenen: In Uebertragungen – Berlin, Stuttgart: Spemann, 1908
- Kurzgefaßter Führer durch Goethes Faustdichtung 1. und 2. Teil – Stuttgart: Strecker & Schröder, 1921
- Ausgewählte Gedichte Goethes – Stuttgart: Strecker & Schröder, 1921
- Sprüche aus Shakespeares Dramen – Stuttgart: Strecker & Schröder, 1922